# Hermann Rieger (Landrat)
Carl Hermann Rieger (geboren 7. November 1896 in Schwäbisch Gmünd; gestorben 8. Februar 1970 in Tübingen) war in der Zeit des Nationalsozialismus ein deutscher Landrat in Württemberg und im besetzten Polen. In der Bundesrepublik wurde er wieder als Regierungsrat im Land Württemberg-Hohenzollern beschäftigt.

## Leben
Carl Hermann Rieger war ein Sohn des Amtmanns Hermann Rieger. Er studierte in Tübingen Rechtswissenschaften. Seit 1916 war er Mitglied der Studentenverbindung AV Virtembergia Tübingen. Die beiden juristischen Staatsprüfungen legte er 1921 und 1923 ab und trat 1923 in die württembergische Innenverwaltung ein. Ab 1925 war er Amtmann beim Oberamt Rottenburg, dann Oberamt Geislingen und 1929 beim Amtsoberamt Stuttgart. Er trat zum 1. Mai 1933 der NSDAP bei (Mitgliedsnummer 3.227.960). Seit dem 15. November 1933 war er Oberamtmann im Oberamt Tuttlingen, nach der Umbenennung der „Oberämter“ in „Kreise“ 1934 im Kreis Tuttlingen, nach der Verwaltungsreform 1938 Landrat im Landkreis Tuttlingen.
Mit Einrichtung des Generalgouvernements in Polen nach Beginn des Zweiten Weltkrieges wurde er ab dem 11. September 1939 in die Verwaltung nach Przemyśl und danach in den Landkreis Sanok, dort unter Albert Schaar, abgeordnet. Bis Ende Februar 1940 war er Kreishauptmann im Kreis Jarosław im Distrikt Krakau, Gouverneur war dort Otto Wächter.
Am 1. März 1940 kehrte er nach Württemberg zurück und wurde, zunächst als Amtsverweser, Landrat im Landkreis Rottweil.
Auch nach Kriegsende war er noch bis zum 30. Juni 1945 Landrat und wurde dann bis zum 1. Oktober 1946 von der amerikanischen Besatzungsmacht interniert. Bei der Entnazifizierung 1947 wurde seine „Entlassung ohne Bezüge“ verfügt, Rieger „kann als Angestellter, jedoch nicht in leitender Stellung verwendet werden“. Im Revisionsverfahren wurde Rieger nunmehr als Mitläufer eingestuft und er kehrte 1948 als Oberregierungsrat beim Landesgewerbeamt in den öffentlichen Dienst zurück. Im Jahr 1955 war er beim Regierungspräsidium Südwürttemberg-Hohenzollern eingesetzt.
Über die Zeit danach liegen keine Informationen vor.